# Анастас Илиев
Анастас Илиев Чачов (на английски: Anastas Elieff) е български общественик и революционер, деец на Вътрешната македоно-одринска революционна организация.

## Биография
| “ | Удостовѣрение Другаря Анастасъ Иловъ [sic] род. отъ с. Арменско (леринска околия) бѣ четникъ въ леринската околиска чета подъ войводството на Кр. Леондевъ отъ (1913) 15-августъ до пристигането на съюзнитѣ войски. При откриването на сърб.бълг. война се зачисли въ мойта чета отъ 16-и юнии до 15-и юлий 1913 г. Отъ тая дата е лежалъ въ битол. затворъ като робъ до 1-ви октомври т.г. Битолски окрѫженъ войвода М. Матовъ | ” |
|   | |   |

Анастас Илиев е роден в 1887 година леринското село Арменско, тогава в Османската империя, днес в Гърция в патриотично семейство. На 11-годишна възраст емигрира в България, като работи в различни градове и села. В 1902 година е привлечен от Задграничното представителство на ВМОРО в революционната организация, като преди и след въстанието се занимава с намиране, купуване и пренасяне на оръжие.
През 1906 година заминава за Сент Луис, САЩ, но през 1908 година се завръща в родното Арменско и изпълнява различни революционни задачи.
През 1909 година се установява в Портланд, но през 1910 година заедно с Илия Божинов, Илия Кръстев, П. Анастасов и Л. Куртев заминават за Арменско и се включват в четата на Кръстьо Льондев, с която водят няколко сражения.
След навлизането на гръцки войски в Арменско по време на Балканската война в 1912 година групата е арестувана и осъдена на заточение на Крит. На път за Крит успяват да избягат и през Албания се връщат в България. Взимат участие в Междусъюзническата война като четници в Сборна партизанска рота на Македоно-одринското опълчение, предвождана от Васил Чекаларов. След разгрома на четата Илиев с други четници се прехвърля в окупираната от Сърбия Вардарска Македония, където са арестувани. Освободен се прибира в България и през 1914 година отново заминава за САЩ. Първо се установява в Джексън, Мичигън, след това във Флинт и накрая в Детройт, където заедно с Яне Тодоров Браянов от Буф отварят верига ресторанти. Член е на МПО „Татковина“, а на 18-ия конгрес на организацията е избран за член на Централния комитет на Македонската патриотична организация.